# Langues zénètes
Cet article concerne les langues zénètes. Pour le peuple, voir Zénètes.
Les langues zénètes forment un sous-groupe des langues berbères du Nord. Elles comptent de 4 à 6 millions de locuteurs[réf. nécessaire] dispersés sur un espace étendu et constitué de plusieurs fragments, enclavés dans des aires arabophones à travers le Maghreb. Les Zénètes sont l'un des trois grands groupes berbères peuplant historiquement le Maghreb avec les Sanhadja et les Masmouda.

## Liste des langues
La famille des langues zénètes comprend les parlers suivants:
- le rifain et les parlers qui y sont apparentés, dans le nord-est du Maroc, comprenant :
  - le rifain occidental, parlé autour d'Al Hoceïma ;
  - le rifain central, parlé dans les environs de Nador et Driouch ;
  - le rifain oriental, parlé autour de Berkane et Ikebdanen (Kebdana), considéré tantôt comme un dialecte du rifain tantôt comme un dialecte distinct ;
  - les parlers zénètes de l'Oriental ;
- le berbère du Moyen Atlas oriental, dans le centre-est du Maroc, transitionnel vers les langues berbères de l'Atlas ;
- les parlers du nord-ouest de l’Algérie (en):
  - le berbère du Dahra et de l'Ouarsenis, incluant les parlers du Chenoua, du bassin du Chélif (en), de l'Ouarsenis, du Gouraya, d'At Menasser, de Bissa, d'At Frah, des Achaacha et des Hraouas et Matmatas ;
  - le parler berbère de l'Atlas blidéen, bordant la Mitidja ;
  - le parler des Beni Snous, communément apparenté au rifain[2] ;
- le chaoui, dans les Aurès, en Algérie ;
- les langues zénètes du Sahara central et septentrional, comprenant :
  - le chelha du Sud oranais et de Figuig, de part et d'autre de la frontière entre le Maroc et l'Algérie ;
  - le tamazight du Gourara, dans le Gourara, en Algérie ;
  - les parlers berbères du Touat et tamazight de Tidikelt, en Algérie ;
  - le mozabite , dans la région du Mzab, en Algérie ;
  - le tagargrent, dans la région d'Ouargla, en Algérie ;
  - le tamazight de Tamacine, dans la région de l'Oued Righ, en Algérie ;
- le groupe des parlers zénètes orientaux, transitionnel vers les langues berbères orientales, comprenant:
  - le tamazight du Sened, en Tunisie, langue éteinte au courant du XXe siècle ;
  - le tamazight de Djerba, en Tunisie ;
  - le jbali de Matmata, en Tunisie ;
  - le jbali de Tataouine, en Tunisie ;
  - le zouari, dans la ville de Zouara, en Libye.

## Répartition géographique

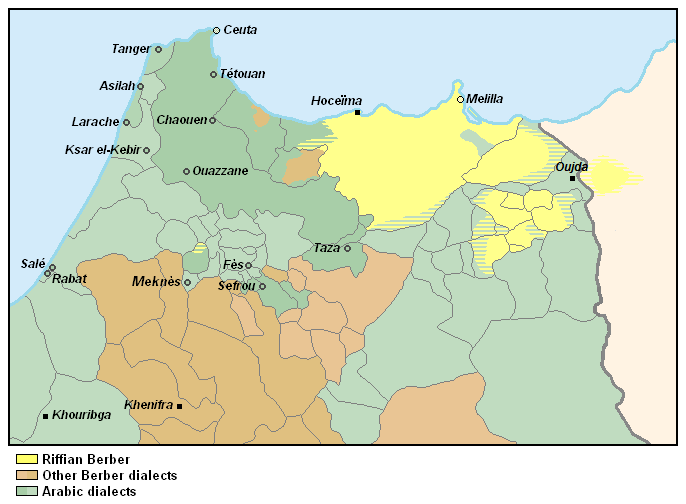
Répartition géographique du rifain et des parlers apparentés
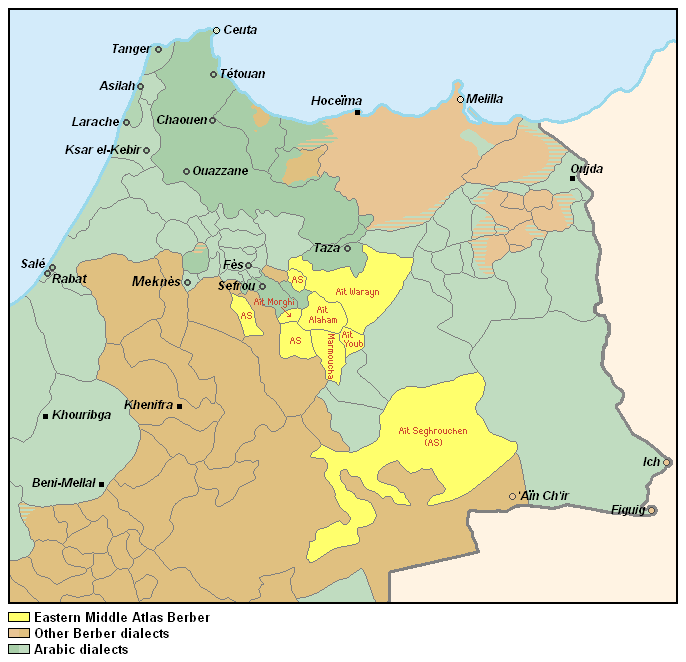
Répartition géographique du berbère du Moyen Atlas oriental
Répartition géographique des parlers du nord-ouest de l’Algérie
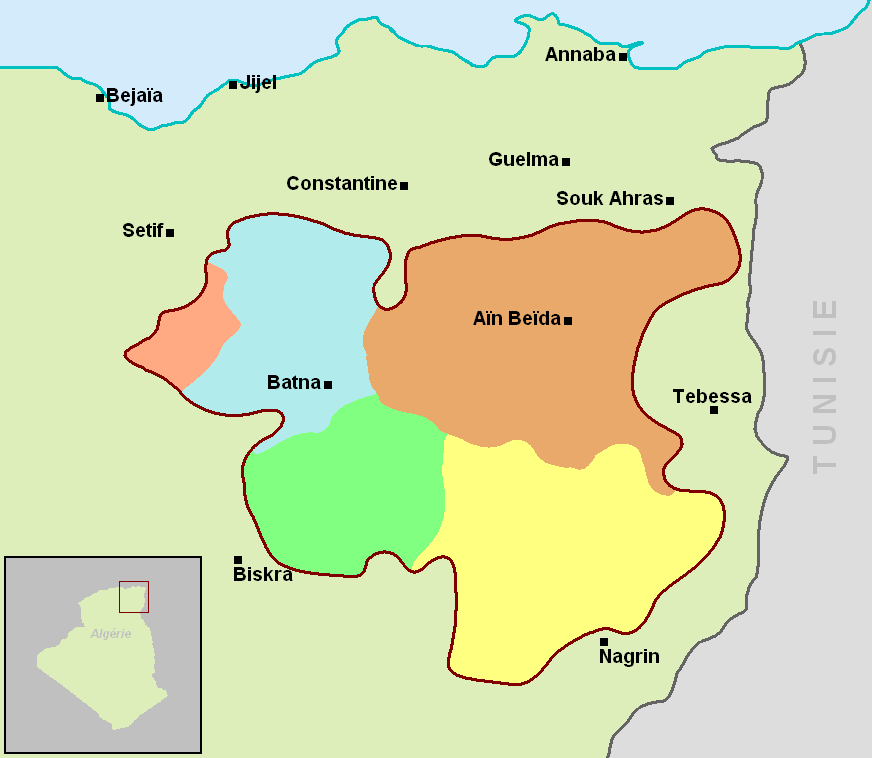
Répartition géographique des dialectes du chaoui
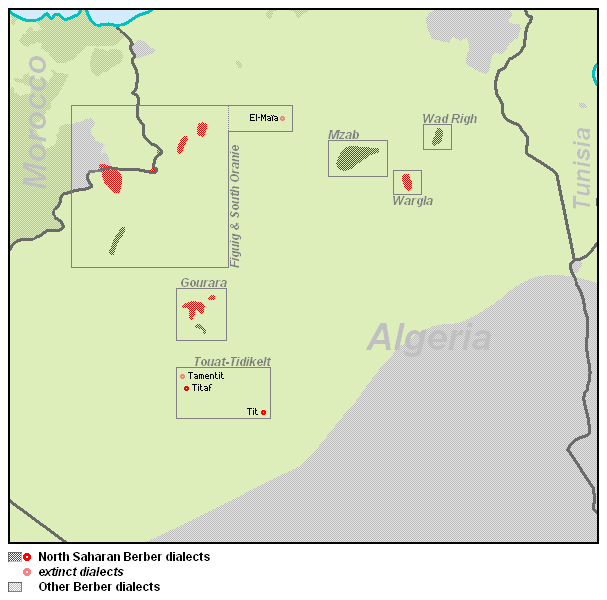
Répartition des parlers nord-sahariens
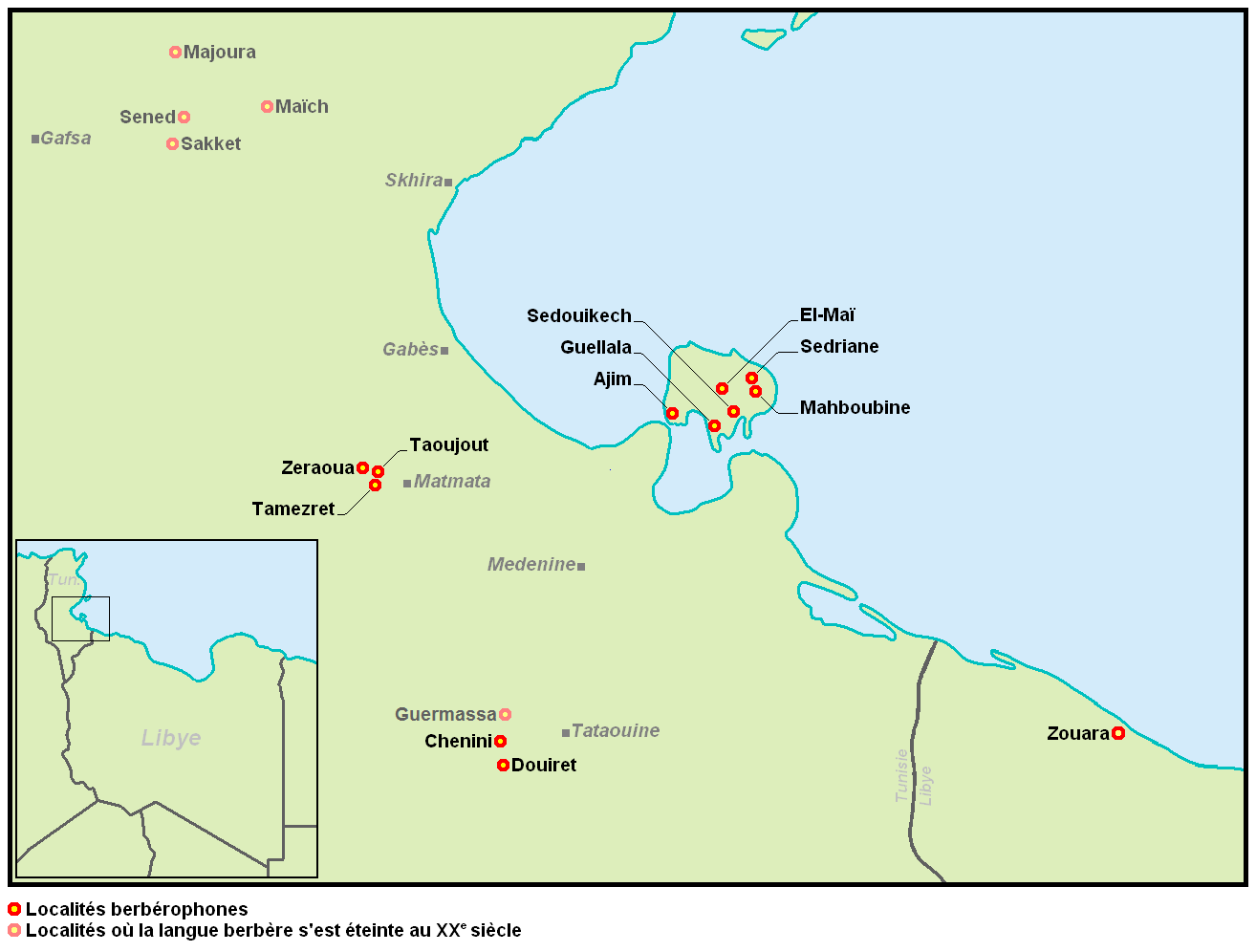
Répartition des parlers zénètes orientaux